# Gastromicans
Gastromicans is een geslacht van spinnen uit de familie springspinnen (Salticidae).

## Soorten
De volgende soorten zijn bij het geslacht ingedeeld:
- Gastromicans albopilosa (Simon, 1903)
- Gastromicans hondurensis (Peckham & Peckham, 1896)
- Gastromicans levispina (F. O. P.-Cambridge, 1901)
- Gastromicans noxiosa (Simon, 1886)
- Gastromicans tesselata (C. L. Koch, 1846)
- Gastromicans vigens (Peckham & Peckham, 1901)